# Nižný Orlík
Nižný Orlík es un municipio del distrito de Svidník en la región de Prešov, Eslovaquia, con una población estimada a final del año 2024 de 334 habitantes.
Se encuentra ubicado en el centro-norte de la región, cerca del río Ondava (cuenca hidrográfica del río Tisza) y de la frontera con  Polonia.

## Demografía
| Año        | 1994 | 2004    | 2014     | 2024    |
| ---------- | ---- | ------- | -------- | ------- |
| Población  | 262  | 257     | 309      | 334     |
| Diferencia |      | −1,90 % | +20,23 % | +8,09 % |

| Año        | 2023 | 2024    |
| ---------- | ---- | ------- |
| Población  | 318  | 334     |
| Diferencia |      | +5,03 % |